# Nova Extremadura
La Nova Extremadura (en castellà: Nueva Extremadura) era una de les divisions administratives del virregnat de la Nova Espanya que es correspon a l'actual estat mexicà de Coahuila. Aquest territori va estar sota la jurisdicció de la Reial Audiència de Guadalajara. Durant la seva existència la capital va ser Santiago de la Monclova.
En formar part del territori d'El Satillo, Coahuila era una regió poc definida, reclamada per grups rivals d'espanyols de la Nova Biscaia i el Nou Regne de Lleó, abans de ser poblada per missioners i colons. Cap als anys 1580-1590, Alberto del Canto, Alcalde Major de les mines de San Gregorio i de la Vall d'Extremadura, nomenat pel governador de la Nova Biscaia, va signar una aliança amb Luis de Carvajal, Governador del Nou Regne de Lleó, qui va annexionar El Saltillo i Coahuila a la seva jurisdicció. El 1590 es va abandonar l'àrea que va passar una vegada més a la Nova Biscaia. Alguns dels homes de Carvajal van romandre a El Saltillo, ocupant una altra vegada Monterrey el 1596 i es va restablir la vila d'Almadén com a part del Nou Regne de Lleó, encara que aquesta va ser aviat abandonada. El 1607, Francisco de Urdinola, Governador de la Nova Biscaia, en una incursió a la zona s'annexionà Boca de Tres Rius i Quatre Pantans, tots dos de Coahuila. El 1643 les velles mines de Trinidad, rebatejades com a Nou Almadén, van ser una vegada més poblades per un grup d'El Saltillo, amb una llicència de l'Alcalde Major d'aquesta vila. La disputa sobre si Coahuila pertanyia al Nou Regne de Lleó o a la Nova Biscaia, es va anar endurint de tal forma que es va haver d'intervenir declarant que l'Audiència de Guadalajara havia d'assumir la jurisdicció fins que el cas fos resolt.
Aquest tribunal va enviar un alcalde Major a Nou Almadén per un breu període fins que les mines van ser abandonades el 1647. Van passar altre 25 anys abans que es donessin els passos per a conquistar aquesta àrea. El 1674 l'Audiència de Guadalajara després de l'èxit de l'activitat missionera a Coahuila, va nomenar Antonio Balcárcel com a Alcalde Major de la província, també coneguda com la Nova Extremadura. Aquest, ignorant l'oposició de les autoritats de la Nova Biscaia, va instal·lar ajuntaments a la zona a principis de 1675. Es va desenvolupar, així, un conflicte entre l'Audiència de Guadalajara i el Virrei. Aquest va quedar resolt per una Reial Cèdula de 25 de febrer de 1679, que va ordenar els assumptes polítics i militars sota el Virrei.
El 1682 el Virrei Paredes va nomenar un Alcalde Major per a Coahuila, i el seu successor, el Comte de Monclova, va canviar el seu títol al de Governador. El primer Governador, Alonso de León, va anar a Coahuila a l'octubre de 1687 i des de 1698 els governadors van ser nomenats des d'Espanya, encara que van romandre subordinats al Virrei fins al 1777. El 1787, Coahuila es va annexionar des de la Nova Biscaia l'Ajuntament Major de Parras i El Saltillo. La capital del govern era la vila de Santiago de la Monclova i des de 1777 Coahuila va ser unida a les Províncies Internes, i una dècada més tard va estar sota la jurisdicció quant als assumptes financers a la Intendència de San Luis Potosí.